# Stomatološka fakulteta v Zagrebu
Stomatološka fakulteta (izvirno hrvaško Stomatološki fakultet u Zagrebu), s sedežem v Zagrebu, je fakulteta, ki je članica Univerze v Zagrebu.